# Bursadopsis plenifascia
Bursadopsis plenifascia är en fjärilsart som beskrevs av Louis Beethoven Prout 1916. Bursadopsis plenifascia ingår i släktet Bursadopsis och familjen mätare. Inga underarter finns listade i Catalogue of Life.